# 奧氏海羽水蚤
奧氏海羽水蚤（学名：Haloptilus austini）为亮羽水蚤科海羽水蚤屬下的一个种。